# فرودگاه فوق سبک کاشمر
فرودگاه فوق سبک و سبک کاشمر؛ نام فرودگاهی در شهر کاشمر است که در زمینی به مساحت ۱۷ هکتار در جنوب‌غربی استان خراسان رضوی و در حدود ۲۴۰ کیلومتری شهر مشهد قرار دارد. و با یک باند ظرفیت پذیرش کلیهٔ هواپیماهای سبک و فوق سبک را دارد.
فرودگاه فوق سبک کاشمر اولین فرودگاه فوق سبک بخش خصوصی کشور است که عملیات ساخت این پروژه از اسفند سال ۹۳ در زمینی به مساحت ۱۷ هکتار و با ساخت برج مراقبت، آشیانه و ساختمان اداری با دو هزار مترمربع زیربنا و باند پرواز آغاز شد؛ و در سال ۲۰۱۶ میلادی نشست و برخاست هواپیما در این فرودگاه انجام شد.
شرکت کاویان پرواز شرق، فرودگاه کاشمر با تلاش و پشتکار کاپیتان محمد رضا کاویانی موفق به دریافت موافقت اصولی آموزش خلبانی فوق سبک از سازمان هواپیمایی کشور گردید.

## امکانات
مرکز آموزش علوم فنون و خدمات هوایی فرودگاه کاویان پرواز شرق بزرگ‌ترین و مجهزترین مرکز هوانوردی فوق سبک کاشمر با آموزش رشته‌هایی چون؛ خلبانی، تعمیر و نگهداری هواپیما، دیسپچ، اویونیک و مهمانداری است و همچنین این مرکز دارای چند فروند هواپیمای آموزشی برای دانشجویان خلبانی و یک آشیانهٔ بزرگ و مجهز برای دانشجویان تعمیر و نگهداری است.

## ترابری زمینی
فرودگاه کاشمر از شهر مشهد با استفاده از ماشین شخصی، تاکسی و اتوبوس از طریق بزرگراه ۳۶ قابل دسترسی است.
- بزرگراه ۳۶